# Lutjanus stellatus
Lutjanus stellatus és una espècie de peix de la família dels lutjànids i de l'ordre dels perciformes.

## Morfologia
- Els mascles poden assolir 55 cm de longitud total.[3][4]

## Hàbitat
És un peix marí de clima subtropical i associat als esculls de corall.

## Distribució geogràfica
Es troba des del sud del Japó fins a Hong Kong.

## Ús comercial
És una espècie habitual en els mercats de peix viu de Hong Kong.